# 1497 en santé et médecine
| Années de la santé et de la médecine : 1494 - 1495 - 1496 - 1497 - 1498 - 1499 - 1500    |
| Décennies de la santé et de la médecine : 1460 - 1470 - 1480 - 1490 - 1500 - 1510 - 1520 |

Cet article présente les faits marquants de l'année 1497 en santé et médecine.

## Événements
- Fondation à Paris de la maladrerie de l'abbaye de Saint-Germain-des-Prés, qui est à l'origine de l'hôpital des Petites Maisons[1].
- Fondation de la maison des Veuves de la rue Montmartre à Paris[2].
- Fondation de la première chaire de médecine en langue anglaise, au King's College d'Aberdeen, en Écosse[3].
- Après un vol à la bibliothèque de la faculté de médecine de Paris, il est décidé que les livres seront fixés à la table par une chaîne de fer[4].
- Le prévôt de Paris rédige une ordonnance pour protéger la santé publique contre la syphilis qui fait « des ravages effrayants dans les dernières années du XVe siècle, en France [et] en Europe[4] ».
- 1497-1499 : le scorbut tue environ soixante pour cent des hommes embarqués avec Vasco de Gama pour son premier voyage[5].

## Publications (seulement les éditionsprinceps)

### Divers
- Aboulcassis (940-1013), Liber al-Sahrawide Chirugia, traduction latine par Gérard de Crémone du livre sur la chirurgie du Kitab al-Tasrif, Venise[6].
- Alexandre Benedetti († 1511 au plus tôt), Anatomiae, sive De historia corporis humani, libri IV (écrit en 1483), Venise[7].
- Antoine Guainer († 1440), Practica[7].
- Barthélemy Montagnana († 1460), Selectiorum operum, Venise[7],[8].
- Francesco Caballus (c.1450-1540), Libellus de animali pastillos theriacos et theriacam ingrediente, Venise[8].
- Jean Arculanus (fl. milieu du XVe s.), Practica medica, sive Expositioni nonum Rhasis ad Almansorem, Venise[7].
- Jean Platearius (fl. fin du XIIIe s.), Expositiones et commentationes ad Nicolai antidotarium, Venise[7].
- Jérôme Brunschwig (1450-1512), apothicaire et chirurgien allemand, Das Buch der Cirurgia, Strasbourg, chez Grüninger[9].
- Lorenzo Maggiolo, De gradibus medicinarum, Venise, Alde Manuce.

### Sur la syphilis
- Bartolomeo Stëber, A mala Franczos morbo Gallorum preservatio ac cura (écrit en 1494), Vienne, chez Johannes Winterburg[10],[11].
- Gaspard Torella (fl. 1477-1512), Tratactus cum consiliis contra pudendagram, sive morbum gallicum, Rome[7].
- Jean Weidmann, dit Meichinger, De pustulis quae vulgato nomine dicuntur mal de Franzos, Strasbourg[4],[12]
- Johann († 1515) et Ambrosius Jung (pl) (1471-1534), De morbo mal de Franco, Augsbourg[13].
- Noël Montesaurus (fl. au XVe s.), De epidemia quam vulgares « mal francozoso » appellant[7].

## Naissances
- 4 mai : Michel-Ange Biondo (mort vers 1565), médecin italien[14].
- Jacques Curio (mort en 1572), médecin allemand, professeur à Ingolstadt et Heidelberg[8].

## Décès
- Giovanni Catellano (né à une date inconnue), médecin attitré de l'Office de santé de Milan de 1451 à sa mort[15].
- Bernard Tornius (né en 1452), médecin italien, professeur à Pise de 1478 à sa mort[16].